# Anthony Muheria
Anthony Muheria (Kaburugi, Muranga, 27 de mayo de 1963) es un arzobispo católico keniata, incardinado en la Prelatura del Opus Dei. Arzobispo metropolitano de Nyeri (2017), y administrador apostólico de Embu (2023).

## Biografía

### Infancia y juventud
Anthony Muheria nació el 27 de mayo de 1963, en la parroquia de Kaburugi, en la diócesis de Muranga, condado de Muranga. Tras concluir los estudios de la educación secundaria en Strathmore College (Nairobi, 1979-1980) se graduó en Ingeniería Civil en la Universidad de Nairobi (1984). Trabajó como ingeniero de caminos durante cinco años y se incorporó al Opus Dei. Se trasladó a Roma, donde se licenció en Teología en la Universidad Pontificia de la Santa Cruz (1993). Fue ordenado sacerdote el 13 de junio de 1993, incardinándose en la Prelatura del Opus Dei.

### Obispo
Muheria fue nombrado obispo de Embu el 30 de octubre de 2003y recibió la consagración episcopal en Embu el 10 de enero de 2004 de manos del arzobispo Giovanni Tonucci, arzobispo titular de Torcello, asistido por el arzobispo John Njue, arzobispo coadjutor de Nyeri y el arzobispo Raphael Simon Ndingi Mwana'a Nzeki, de Nairobi.
Posteriormente fue obispo de Kitui (28 de junio de 2008); administrador apostólico de la diócesis de Embu (28 de junio de 2008-25 de julio de 2009); administrador apostólico de la Diócesis de Machakos (21 de febrero de 2015-25 de agosto de 2018); y administrador apostólico de la diócesis de Kitui (23 de abril de 2017-29 de agosto de 2020).
Fue nombrado arzobispo de Nyeri (23 de abril de 2017); y posteriormente arzobispo de Nyeri (17 de junio de 2017), sucediendo al arzobispo Peter J. Kairo, quien se jubiló al alcanzar la edad de jubilación.
Participó en la XV Asamblea General ordinaria del sínodo de obispos celebrada en octubre de 2018 con el tema: "Jóvenes, fe y discernimiento vocacional"y en la XVI Asamblea General ordinaria del sínodo de obispos celebrada en septiembre de 2023 con el tema: "Por una Iglesia sinodal: Comunión, participación, misión".
Es administrador apostólico de Embu (desde el 30 de septiembre de 2023).